# Roziers-Saint-Georges

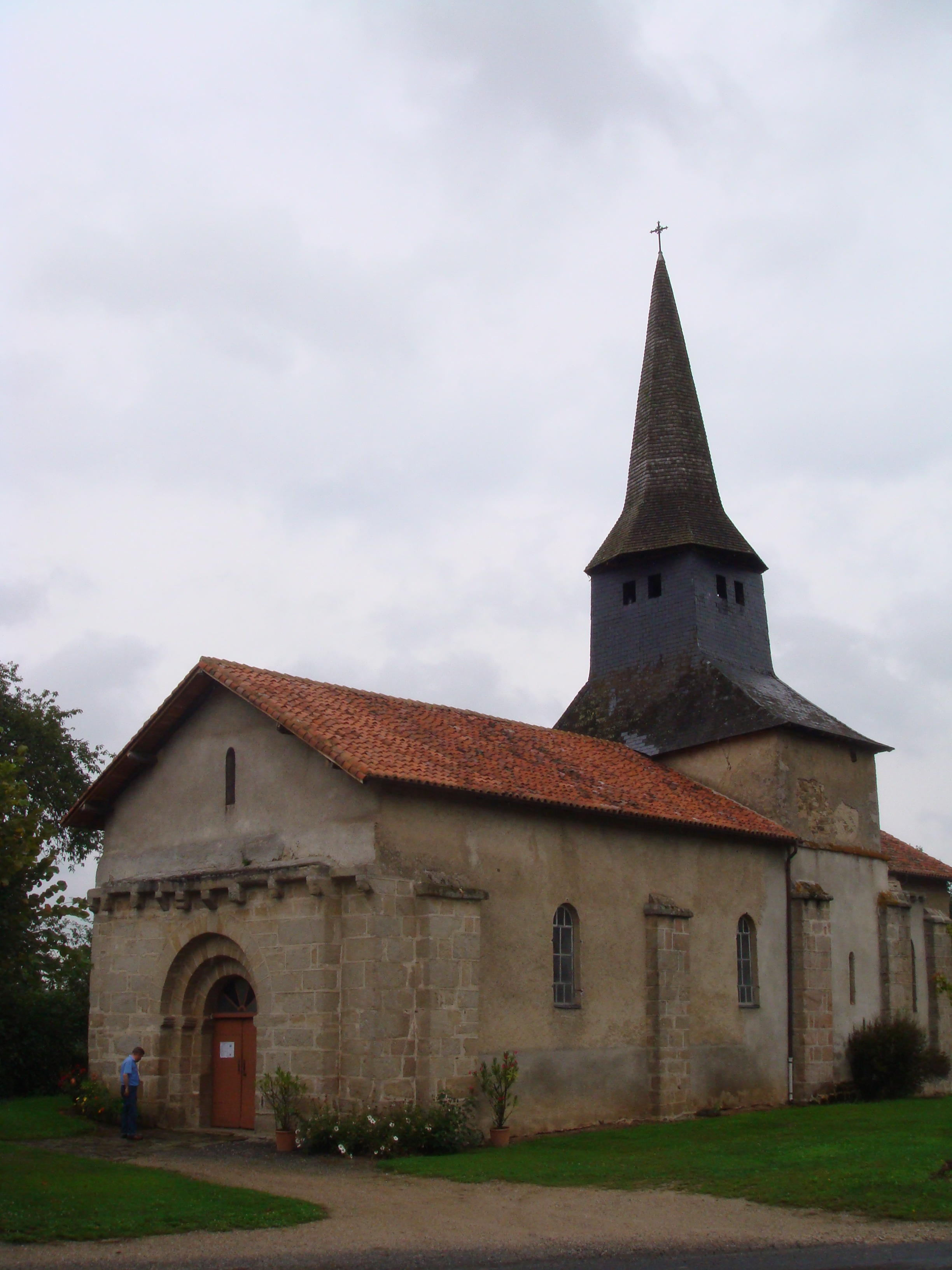
Kerk

Roziers-Saint-Georges is een gemeente in het Franse departement Haute-Vienne (regio Nouvelle-Aquitaine) en telt 189 inwoners (2005). De plaats maakt deel uit van het arrondissement Limoges.

## Geografie
De oppervlakte van Roziers-Saint-Georges bedraagt 11,3 km², de bevolkingsdichtheid is 16,7 inwoners per km².
De onderstaande kaart toont de ligging van Roziers-Saint-Georges met de belangrijkste infrastructuur en aangrenzende gemeenten.

## Demografie
Onderstaande figuur toont het verloop van het inwonertal (bron: INSEE-tellingen).